# Municipio de Crooked River
El municipio de Crooked River (en inglés: Crooked River Township) es un municipio ubicado en el condado de Ray en el estado estadounidense de Misuri. En el año 2010 tenía una población de 999 habitantes y una densidad poblacional de 5,12 personas por km².

## Geografía
El municipio de Crooked River se encuentra ubicado en las coordenadas 39°16′58″N 93°50′2″O / 39.28278, -93.83389. Según la Oficina del Censo de los Estados Unidos, el municipio tiene una superficie total de 195.1 km², de la cual 192,29 km² corresponden a tierra firme y (1,44 %) 2,8 km² es agua.

## Demografía
Según el censo de 2010, había 999 personas residiendo en el municipio de Crooked River. La densidad de población era de 5,12 hab./km². De los 999 habitantes, el municipio de Crooked River estaba compuesto por el 97,6 % blancos, el 0,4 % eran afroamericanos, el 0,6 % eran amerindios, el 0,1 % eran asiáticos y el 1,3 % eran de una mezcla de razas. Del total de la población el 1,2 % eran hispanos o latinos de cualquier raza.